# ゼスタポニ
ゼスタポニ（グルジア語: ზესტაფონი、英: Zestaponi、ゼスタフォニ（Zestafoni）とも）は、ジョージアのイメレティ州に属する都市。ゼスタポニ地区の中心地である。チアトゥラ近郊から産出されるマンガンを加工する大規模な鉄合金工場がある。コルキスの平野部に位置し、1月の平均気温は-4℃と寒く、8月の平均気温は24℃と暑い。郊外ではワインがつくられる。
紀元前3世紀にイベリア王パルナバス1世によって小さな要塞が築かれたショラパニの町から2km下流にある。1560年代の文献に初めてその名が見える。1820年代にはコサック軍が駐屯し、町を流れる川にちなんで「クヴィリラ」と改称された。1920年代にも再度「ジュゲリ」と改称されたが、後に古来の名に戻された。

## 産業
ゼスタポニと近隣のショラパニは工業の街である。国内最大の鉄合金工場であるゼスタポニ鉄合金工場は鉄道でチアトゥラからクヴィリラ渓谷を通り運ばれてくるマンガンの加工で世界シェアの6%を占めている。1998年にはシリコマンガンを3万5000トン、中炭素マンガン合金を1万1000トンそれぞれ産出したが、業績は11万トンのマンガン合金を産出した最盛期から下降気味である。2006年2月にイギリスの鉄鋼取引企業「ステンコール」が買収した。
その他、この一帯では電化製品、アルミニウム、銅線、針金などが生産されている。ソビエト連邦下では耐火レンガ、大理石、衣類、ワイン用の葡萄も生産されていたが、崩壊後衰退していった。

## スポーツ
地元のサッカークラブ、FCゼスタポニは国内の1部リーグでプレイしている。ホームスタジアムは1952年にゼスタポニ鉄合金工場によってつくられたもので、4100人を収容できる。

## 有名出身者
- ボリス・アクーニン - 作家
- テンジズ・ツェレテーリ - 哲学者
- ディミトリ・ウズナゼ - 心理学者、哲学者（近くのサカラ村の出身[6]）
- シャルヴァ・ガンバシゼ - 俳優
- ウシャンギ・チヘイーゼ - 俳優
- セルゴ・ザカリャゼ - 俳優
- ブフティ・ザカリャゼ - 俳優